# Megalopyge salebrosa
Megalopyge salebrosa is een vlinder uit de familie van de Megalopygidae. De wetenschappelijke naam van de soort is voor het eerst geldig gepubliceerd in 1860 door Clemens.